# Rhoptria
Rhoptria is een geslacht van vlinders van de familie spanners (Geometridae), uit de onderfamilie Ennominae.

## Soorten
- R. asperaria (Hübner, 1817)
- R. dolosaria (Herrich-Schäffer, 1848)
- R. erebata Warren, 1897
- R. mardinata Staudinger, 1900
- R. semiorbiculata Christoph, 1883